# 体育场桥
31°34′13″N 120°17′32″E / 31.57021°N 120.29234°E

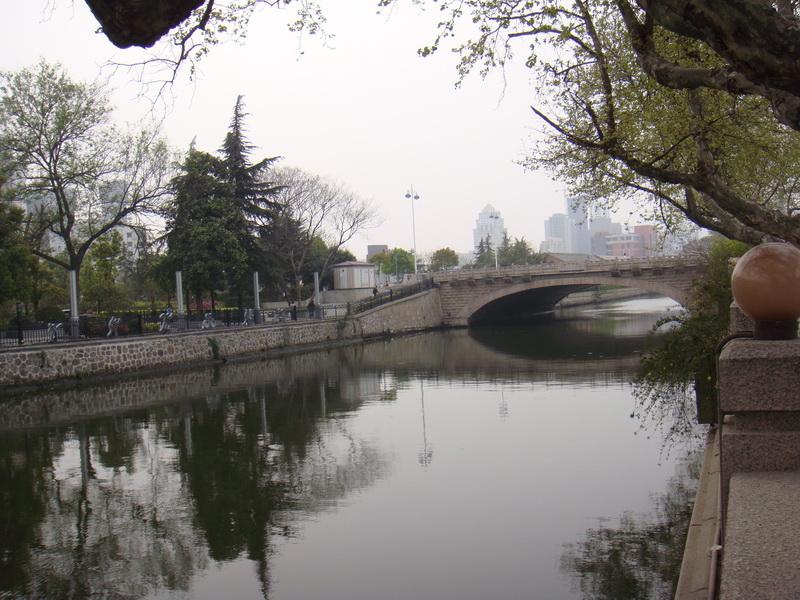
体育场桥

体育场桥，是位于中华人民共和国江苏省无锡市梁溪区的一座大桥，跨京杭大运河支流、无锡环城河。

## 特点
1953年，体育场桥建立。位于无锡环城解放南路，南侧为无锡体育公园与振新纱厂旧址。2002年1月15日，施工进场工作，拆除老桥。4月1日新桥开工至7月31日竣工，新桥长30.5米，宽40米，为单跨圆形拱桥，结构为钢筋混凝土板式。